# Vol Key Lime Air 970
Le 12 mai 2021, un Fairchild Metroliner effectuant le vol Key Lime Air 970,  un vol cargo charter entre Salida et Centennial, dans le Colorado, est entré en collision avec un Cirrus SR22 privé, lors de la phase d'approche vers l'aéroport Centennial. 
Malgré de graves dommages, le Metroliner a réussi à atterrir en toute sécurité, tandis que le Cirrus SR22 a déployé son système CAPS (en) et a atterri au sol en toute sécurité. Les trois occupants à bord des deux appareils ont tous survécu à l'accident.

## Accident

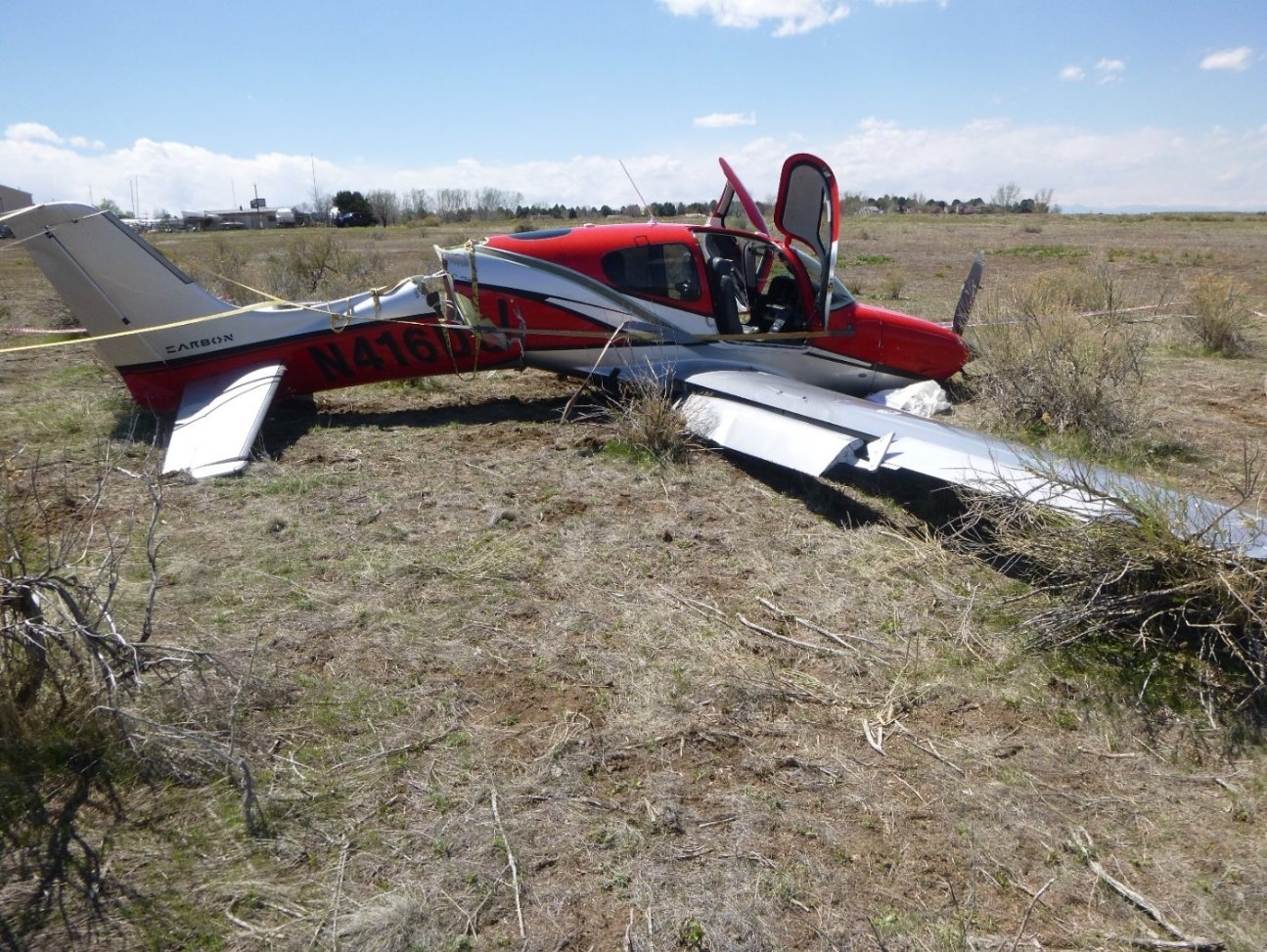
L'épave du Cirrus SR22 impliqué (N416DJ), photographié peu après la collision.

Vers 10 h 20, heure locale, un avion léger, de type Cirrus SR22, est entré en collision en plein vol avec le vol 970 de Key Lime Air (en), un vol cargo en provenance de Salida, dans le Colorado, et exploité par un Swearingen SA226TC Metroliner, au-dessus du parc de Cherry Creek (en), situé dans le comté d'Arapahoe. 
La collision a détruit une grande partie de la cabine du Metroliner et endommagé son empennage, mais le pilote, qui était le seul occupant de l'avion et qui, d'après les communications avec le contrôle aérien (ATC), n'était pas au courant de l'étendue des dégâts, a pu atterrir en toute sécurité à l'aéroport Centennial, malgré les dommages importants causés au fuselage et les difficultés ultérieures avec le moteur droit. 
Le pilote du Cirrus, qui était un avion de location privé effectuant un vol local depuis l'aéroport Centennial, a déployé le Cirrus Airframe Parachute System (CAPS) et a effectué un atterrissage forcé en toute sécurité, grâce à son parachute de secours, près du réservoir de Cherry Creek ; le pilote et l'unique passager présent à bord n'ont pas été blessés.

## Enquête
Le Conseil national de la sécurité des transports (NTSB) a déterminé que cette collision en vol a été causé par des manquements à la discipline aéronautique et à des erreurs commises par l'ATC. Le pilote du SR22 a effectué sa descente trop rapidement dans le circuit d'aérodrome et est sorti du virage qu'il devait effectuer pour son approche, ce qui a fait que le SR22 a traversé l'axe central prolongé de la piste parallèle, où le vol 970 était en approche finale pour l'atterrissage. 
Lorsque la collision s'est produite, les volets du SR22 avaient été abaissés à 50 %, mais l'avion volait à 140 nœuds (260 km/h), soit bien plus vite que la vitesse recommandée de 85 à 90 nœuds (157 à 167 km/h) par le manuel de vol de l'avion. 
De plus, les deux pistes parallèles étaient exploitées par des contrôleurs aériens différents, qui utilisaient des fréquences radio différentes ; le contrôleur qui parlait au pilote du SR22 a émis des avis de circulation concernant le vol 970, comme l'exige la réglementation, mais l'autre contrôleur n'a pas informé le pilote du Metroliner de l'approche du SR22, et ainsi le pilote du Metroliner n'était pas au courant de la présence de l'autre avion et ne savait pas qu'il devait prendre des mesures d'évitement.